# Kommunalwahlen in Schmitten im Taunus
Dieser Artikel gibt die Ergebnisse der Kommunalwahlen in Schmitten im Taunus im Hochtaunuskreis wieder. 

## Wahlen zur Gemeindevertretung

### 2021
Die Kommunalwahl am 14. März 2021 lieferte das folgende Ergebnis:
| Parteien und Wählergemeinschaften | Parteien und Wählergemeinschaften           | % 2021 | Sitze 2021 | % 2016 | Sitze 2016 |
| CDU                               | Christlich Demokratische Union Deutschlands | 33,0   | 10         | 22,6   | 7          |
| FWG                               | Freie Wählergemeinschaft                    | 28.9   | 9          | 29.0   | 9          |
| b-now                             | Bürgerliste Neue offene Wählergemeinschaft  | 12,3   | 4          | 16,7   | 5          |
| UBB                               | Unabhängiger Bürgerblock                    | -      | -          | 10,5   | 3          |
| Grüne                             | Bündnis 90/Die Grünen                       | 12,3   | 4          | 10,3   | 3          |
| SPD                               | Sozialdemokratische Partei Deutschlands     | 4,9    | 2          | 5,2    | 2          |
| FDP                               | Freie Demokratische Partei                  | 4,5    | 1          | 5,7    | 2          |
| AfD                               | Alternative für Deutschland                 | 4,1    | 1          | -      | -          |
| Gesamt                            | Gesamt                                      | 100,0  | 31         | 100,0  | 31         |
| Wahlbeteiligung in Prozent        | Wahlbeteiligung in Prozent                  | 55,2   | 55,2       | 54,6   | 54,6       |

### 2016
Die Kommunalwahl am 6. März 2016 lieferte das folgende Ergebnis:
| Parteien und Wählergemeinschaften | Parteien und Wählergemeinschaften           | % 2016 | Sitze 2016 | % 2011 | Sitze 2011 |
| FWG                               | Freie Wählergemeinschaft                    | 29.0   | 9          | 30,0   | 9          |
| CDU                               | Christlich Demokratische Union Deutschlands | 22,6   | 7          | 25,6   | 8          |
| b-now                             | Bürgerliste Neue offene Wählergemeinschaft  | 16,7   | 5          | –      | –          |
| UBB                               | Unabhängiger Bürgerblock                    | 10,5   | 3          | 12,4   | 4          |
| Grüne                             | Bündnis 90/Die Grünen                       | 10,3   | 3          | 16,3   | 5          |
| FDP                               | Freie Demokratische Partei                  | 5,7    | 2          | 7,5    | 2          |
| SPD                               | Sozialdemokratische Partei Deutschlands     | 5,2    | 2          | 8,1    | 3          |
| Gesamt                            | Gesamt                                      | 100,0  | 31         | 100,0  | 31         |
| Wahlbeteiligung in Prozent        | Wahlbeteiligung in Prozent                  | 54,6   | 54,6       | 52,5   | 52,5       |

### 2011
Die Kommunalwahl am 27. März 2011 lieferte folgendes Ergebnis:
| Parteien und Wählergemeinschaften | Parteien und Wählergemeinschaften           | % 2011 | Sitze 2011 | % 2006 | Sitze 2006 |
| FWG                               | Freie Wählergemeinschaft                    | 30,0   | 9          | 24,2   | 7          |
| CDU                               | Christlich Demokratische Union Deutschlands | 25,6   | 8          | 32,1   | 10         |
| Grüne                             | Bündnis 90/Die Grünen                       | 16,3   | 5          | 9,3    | 3          |
| UBB                               | Unabhängiger Bürgerblock                    | 12,4   | 4          | 11,9   | 4          |
| SPD                               | Sozialdemokratische Partei Deutschlands     | 8,1    | 3          | 8,4    | 3          |
| FDP                               | Freie Demokratische Partei                  | 7,5    | 2          | 14,1   | 4          |
| Gesamt                            | Gesamt                                      | 100,0  | 31         | 100,0  | 31         |
| Wahlbeteiligung in Prozent        | Wahlbeteiligung in Prozent                  | 52,5   | 52,5       | 44,5   | 44,5       |

### 2006
Am 26. März 2006 wurde die Gemeindevertretung im Rahmen der Kommunalwahlen in Hessen 2006 gewählt. Die 31 Abgeordneten gehören allen sechs zur Wahl angetretenen Parteien und Wählergemeinschaften an bzw. sind von ihnen aufgestellt worden.
| Parteien und Wählergemeinschaften | Parteien und Wählergemeinschaften           | % 2006 | Sitze 2006 | % 2001 | Sitze 2001 |
| CDU                               | Christlich Demokratische Union Deutschlands | 32,1   | 10         | 30,1   | 9          |
| SPD                               | Sozialdemokratische Partei Deutschlands     | 8,4    | 3          | 15,1   | 5          |
| Grüne                             | Bündnis 90/Die Grünen                       | 9,3    | 3          | 9,4    | 3          |
| FDP                               | Freie Demokratische Partei                  | 14,1   | 4          | 12,7   | 4          |
| FWG                               | Freie Wählergemeinschaft                    | 24,2   | 7          | 17,2   | 5          |
| UBB                               | Unabhängiger Bürgerblock                    | 11,9   | 4          | 15,6   | 5          |
| Gesamt                            | Gesamt                                      | 100    | 31         | 100    | 31         |
| Wahlbeteiligung in Prozent        | Wahlbeteiligung in Prozent                  | 44,5   | 44,5       | 53,9   | 53,9       |

## Bürgermeisterwahlen
Mit dem Zusammenschluss der neun Ortsteile von Schmitten im Rahmen der Gebietsreform in Hessen 1972 wurde der bisherige Bürgermeister von Arnoldshain, Hans Kinkel (FWG), am 5. September 1972 zum staatsbeauftragten Bürgermeister von Schmitten ernannt.
Am 15. Januar 1973 wählte die Gemeindevertretung von Schmitten Georg Hahl (CDU) zum ersten Bürgermeister der Großgemeinde. Er setzte sich mit 21 zu 9 Stimmen gegen den ehemaligen Bürgermeister von Oberreifenberg, Kurt Bernecker (SPD) durch. Die Wahl von Georg Hahl erfolgte mit den Stimmen einer CDU/FWG-Koalition. Hans Kinkel wurde erster Beigeordneter.

## Parteien und Wählergemeinschaften

### UBB
Der UBB Unabhängiger Bürger Block wurde im Jahre 1976 als freie Wählervereinigung gegründet. Sein Schwerpunkt liegt in den Ortsteilen Oberreifenberg und Niederreifenberg. Seit seiner Gründung ist der UBB kontinuierlich in der Gemeindevertretung vertreten.

### FWG
Die Freie Wählergemeinschaft (FWG) Schmitten ist durch den Zusammenschluss von parteilosen Bürgern bei Bildung der Großgemeinde Schmitten während der Hessischen Gebietsreform 1972 entstanden.

### b-now
Die Wählergemeinschaft b-now (Bürgerliste Neue offene Wählergemeinschaft) trat 2016 erstmals zu den Kommunalwahlen in Schmitten und in der Stadt Neu-Anspach an. Sie wurde in Neu-Anspach aus dem Stand stärkste Fraktion und erreichte in Schmitten ein unerwartet gutes Ergebnis und wurde auf Anhieb drittstärkste Fraktion. Hochburgen sind der Ortsteil Treisberg und die Hegewiese, ein Wohnbezirk von Arnoldshain.